# Филипп I Орлеанский
Филипп I, герцог Орлеанский (фр. Philippe, duc d'Orléans; 21 сентября 1640[…], Сен-Жермен-ан-Ле — 9 июня 1701[…], Сен-Клу) — сын короля Людовика XIII и Анны Австрийской, младший брат короля-солнца Людовика XIV. Родоначальник Орлеанской ветви дома Бурбонов.
С рождения носил титул герцога Анжуйского, который сменился на герцога Орлеанского после смерти дяди Гастона в 1660 году. Ему также были пожалованы титулы герцога Валуа, Шартрского и Немурского. Среди его титулов значились также «Сын Франции» (фр. Fils de France), «Единственный брат короля» (фр. le Frère unique du Roi) и «Месье» (фр. Monsieur).
Филипп был выдающимся военачальником и принимал участие в Деволюционной войне и франко-голландской войне, в последней из которых он одержал победу над Вильгельмом III Оранским в битве при Касселе. Благодаря своему непосредственному управлению Филипп значительно увеличил состояние Орлеанского дома, которое соперничало с состоянием Бурбонов.
На протяжении всей своей жизни Филипп открыто вёл себя женоподобно и выказывал симпатию к мужчинами, прежде всех — к шевалье де Лоррену. Он был дважды женат: сначала на Генриетте Стюарт, а затем на Елизавете Шарлотте Пфальцской. Две дочери от первого брака, Мария Луиза и Анна Мария, стали королевами-консортами Испании и Сардинии соответственно, а сын Филипп II был регентом Франции с 1715 по 1723 год.

## Биография
Филипп де Бурбон родился 21 сентября 1640 года в Сен-Жерменском дворце в городе Сен-Жермен-ан-Ле, за день до 39-го дня рождения матери. Как сын короля он получил титул Сын короля (фр. Fils de France) и был вторым (после дофина Людовика) в очереди на престол Франции, именуясь титулом королевского высочества. Принцы происходили из двух могущественнейших династий своего времени — Бурбонов и Габсбургов.
Филипп родился в присутствии главных представителей династии Бурбонов — отца короля Людовика XIII, принцессы Конде, герцогини де Вандом. Анна-Мария-Луиза Орлеанская, кузина Филиппа, в своих воспоминаниях отмечала, что рождение было отмечено пушечными залпами в Париже. Через час в узком кругу свидетелей Доминик Сегье, архиепископ Мо крестил новорожденного и нарёк Филлиппом. Король хотел дать сыну титул графа Артуа в память о недавней военной победе в Аррасе, расположенном в графстве Артуа, однако из уважения к традиции, существовавшей с XIV века, король дал младшему сыну титул герцога Анжуйского. Воспитанием принцев занималась маркиза Франсуаза де Лансак, у которой не сложились отношения с королевой, но она была лояльно расположена к королю и кардиналу Ришелье. В 1643 году её сменила придворная дама Мари-Катрин де Ларошфуко Рандан.

### Месье

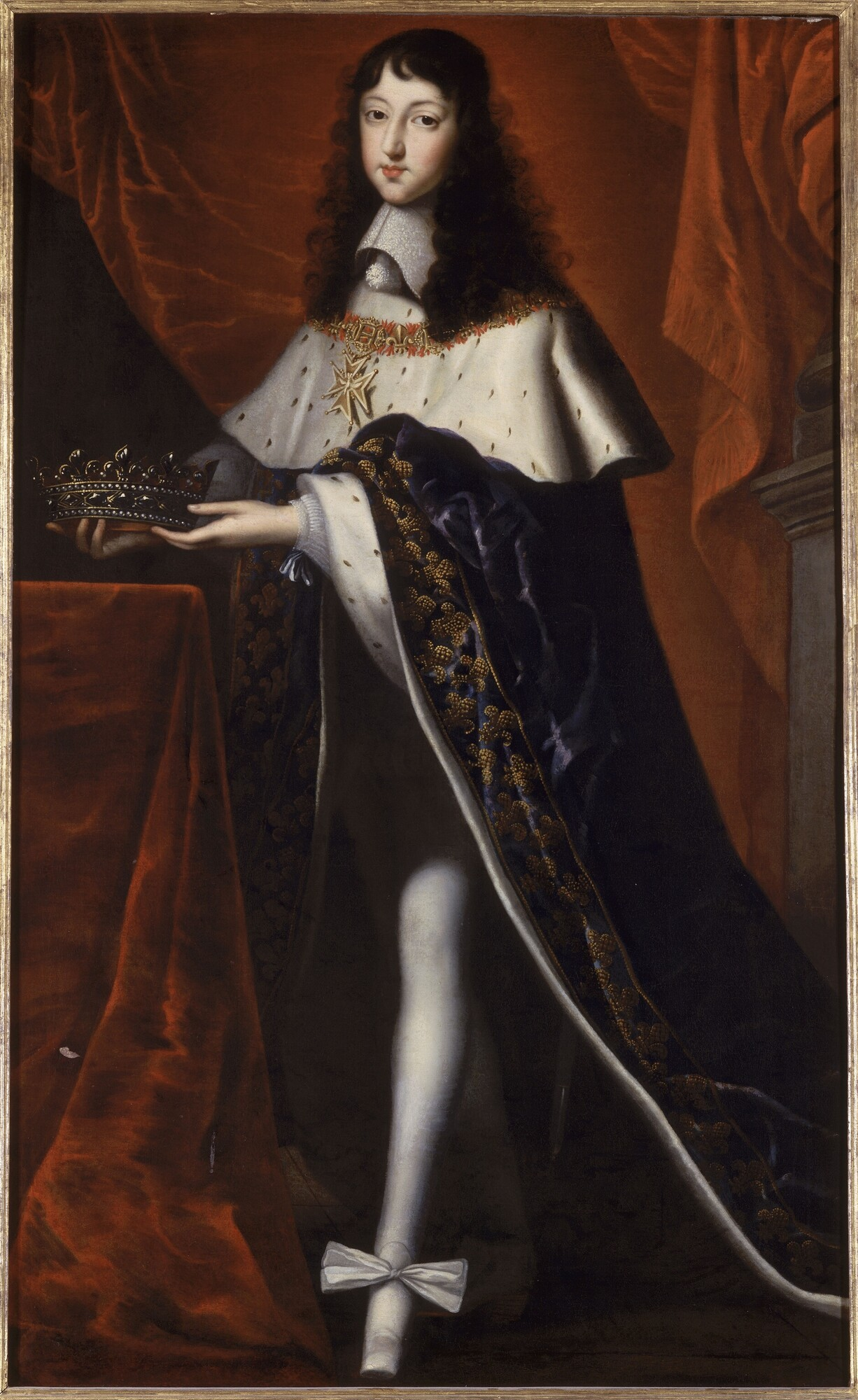
Филипп в облачении для коронации Людовика, ок. 1654 год. Портрет неизвестного художника.

После смерти отца в мае 1643 года, 4-летний дофин Людовик стал королём Людовиком XIV. Вдовствующая королева Анна поставила под сомнение завещание мужа и была провозглашена Парламентом регентшей. Королева с детьми переехала из Лувра во дворец бывшего кардинала Ришелье (Кардинальский дворец), завещанный Людовику XIII. Дворец с роскошным садом превратился в Пале-Рояль.
Филиппа называли Младшим месье (фр. Le Petit Monsieur), так как младший брат покойного короля, его дядя Гастон Орлеанский был ещё жив и назывался просто Месье (фр. Monsieur). Со смертью в 1661 году герцога Гастона Орлеанского его стали называть le Grand Monsieur («старшим месье»), а Филипп стал герцогом Орлеанским и получил титул Месье.
Маленького Филиппа современники описывали как привлекательного, любящего и умного, герцогиня де Монпансье называла его «милейшим ребёнком на целом свете», а подруга королевы Француаза де Моттвиль отмечала его «живой ум». По мере взросления принцы начали получать уроки от наставников Мазарини, получившего должность суперинтенданта по воспитанию, и маршала де Вильруа. В доме последнего, в Особняке Вильруа («Cremerie de Paris»), принцы проживали с 1646 года и часто общались с детьми маршала — Франсуа и Катрин.
В 1647 году в возрасте 7 лет Филипп заболел оспой, от которой оправился в Пале-Рояле. 11 мая 1648 года принц впервые предстал на своей официальной церемонии — публичного крещения в Пае-Рояль. Его крёстными были дядя Гастон и английская королева Генриетта Мария Французская. По указанию кардинала Мазарини воспитанием Филиппа отныне занимались философ Франсуа де Ла Мот Ле Вайе, аббат де Шуази и дипломат дю Плесси-Прален. В образовании особое внимание уделялось языкам, истории, литературе, математике и танцам. За личными владениями Филиппа присматривали кардинал Мазарини и королева, чтобы у принца не возникла существенная свобода от короны.
Когда Филиппу было 8 лет, во Франции разразилась Фронда, продолжавшаяся до 1653 года: Фронда парламента (Fronde Parlementaire; 1648—1649) и Фронда знати (Fronde des nobles; 1650—1653). Ночью 9 февраля 1651 года королевская семья бежала из Парижа в Сен-Жермен-ан-Ле от бунта знати против Мазарини, который пытался ослабить влияние дворянства и обязать их служить двору. Когда восстановился мир, Филипп принял решение переехать с семьёй во дворец Тюильри, который ранее был резиденцией герцогини Монпансье, напротив Пале-Рояля.
На коронации Людовика XIV 7 июня 1654 года Филипп выступил в качестве декана, возложив корону Карла Великого на голову своего брата. Всю жизнь Филипп был ревностным блюстителем этикета и придворного дресс-кода, придерживаясь всех церемониальных деталей.
Летом 1658 года у 19-летнего короля случилось сильное пищевое отравление и последовавший брюшной тиф. 8 июля его исповедует священник, двор готовится к худшему и обращает пристальное внимание на наследника трона — Филиппа, которого не подпускают к брату, опасаясь заражения. В этот период королева поддерживает младшего сына, их отношения становятся более тёплыми. К середине июля болезнь отступила от короля, и Филипп вновь был предоставлен самому себе.
В 1658 году Филипп сделал главное своё приобретение — купил за 240 000 лир замок Сен-Клу в 10 км от Парижа и тут же стал обустраивать его по своему вкусу.

### Герцог Орлеанский
Когда в феврале 1660 года Гастон Орлеанский скончался, то за неимением наследников мужского пола Орлеанское герцогство отошло короне. Одно из лучших феодальных владений старого порядка традиционно принадлежало по праву рождения Филиппу, как единственному брату короля. 10 мая 1661 года король официально присвоил брату новый титул вместе с титулами герцога Валуа, герцога Шартрского. Это было закреплено в Парижском парламенте. Он также получил во владение Монтаржи.
Чтобы не допустить развития отношений соперничества, которые сложились между Людовиком XIII и его младшим братом Гастоном, Анна Австрийская и кардинал Мазарини в частном порядке приняли меры, чтобы помешать Филиппу руководствоваться амбициями, способными спровоцировать соперничество с королём или неповиновение ему. Кроме своего удела он не получил дополнительную финансовую независимость от короны. Позже к своим и без того богатым владениям Филипп хотел прибавить графство Блуа с его замком Шамбор и провинцию Лангедок, но король отказал и в том, и в другом.

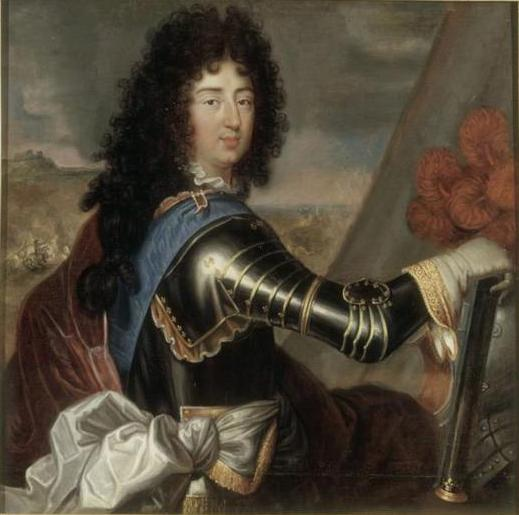
Портрет Филиппа Орлеанского в военном облачении кисти, Мишеля Корнеля-ст. Версаль

В эпоху, когда смертность младенцев составляла 50 %, наличие двух детей в королевской семье рассматривалось как благоприятное явление с точки зрения продолжения королевского рода, чтобы были и наследник, и «запасной». Так как Людовик рос здоровым, и у него рано родился сын, то Филиппу было позволено проводить время во дворце Пале-Рояль и в замке Сен-Клу так, как ему заблагорассудится в компании своих миньонов. Наиболее подробные сведения о гомосексуальных похождениях герцога сохранились в письмах его второй жены.

#### Битва при Касселе
Филипп обладал полководческими талантами, отметившись в Деволюционной войне 1667 года. Ему не терпелось вернуться на поле боя. В 1676 и 1677 годах он принимал участие в осадах Фландрии и был произведён в чин генерал-лейтенанта, что поставило его в положение второго после короля. Наиболее важная победа, одержанная под командованием Филиппа, произошла 11 апреля 1677 года в битве при Касселе против Вильгельма III Оранского, впоследствии короля Англии, сына двоюродной сестры Филиппа — Марии, принцессы Оранской. В общей сложности потери с обеих сторон составили 4200 человек убитыми и 7000 ранеными. Филиппа превозносили за его военное мастерство, что не нравилось королю, который, видимо, завидовал растущей популярности Филиппа как при дворе, так и на поле боя, поэтому Филипп никогда больше не командовал армией.
«Жители Парижа обезумели от радости. Они действительно любили месье. Но при дворе жалели, что он не проиграл битву ради короля…»

— отрывок из воспоминаний Прими Висконти

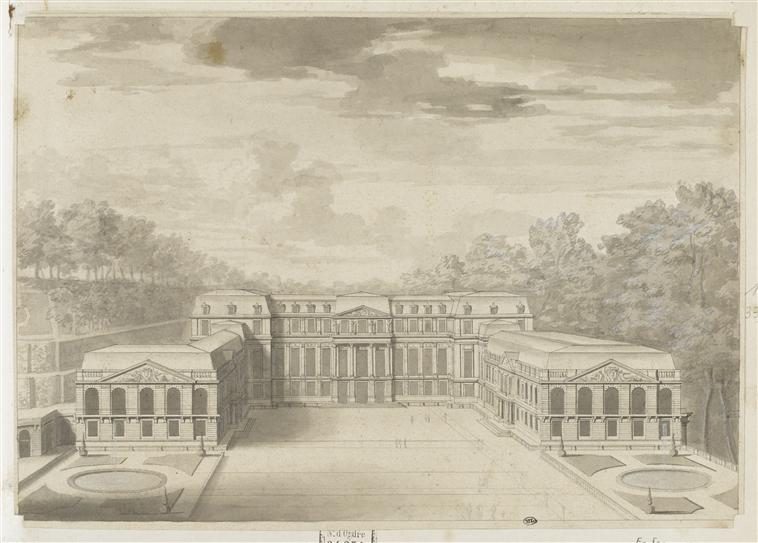
Замок Сен-Клу в ок. 1677 году

В честь победы при Касселе Филипп основал в Париже Варнавитский колледж. Эта кампания ознаменовала конец военной карьеры Филиппа; вскоре он снова погрузился в жизнь, полную удовольствий.

#### Увлечение культурой
После победы в битве при Касселе Филипп посвятил себя искусству и развлечениям. Он любил музыку и отлично танцевал, покровительствовал музыкантам: Жану-Батисту Люлли, Жану-Анри д’Англьберу, Анри Дюмону, Жаку-Антуану Арло и Мари Обри, многие из которых после его смерти в 1701 году остались при дворе его сына. Филипп коллекционировал произведения искусства, и его собрание легло в основу Орлеанской коллекции, одной из самых значимых коллекций произведений искусства в истории. Филипп покровительствовал художникам Жану Нокру и Пьеру Миньяру, которые занимались декором в резиденциях Пале-Рояль и Сен-Клу. В 1660 году Филипп приказал расширить Сен-Клу архитектору Антуану Лепотру, который впоследствии занял должность contrôleur général владений Филиппа. После смерти Лепотра в 1679 году работу в Сен-Клу продолжил его помощник Жан Жирар в сотрудничестве с Томасом Гобертом. Позже Филипп попросил Жюля Ардуэн-Мансара спроектировать парадную лестницу в левом крыле наподобие Посольской лестницы (фр. Escalier des Ambassadeurs) в Версале. Сады перепроектировал Андре Ленотр, а бассейн и самый нижний канал добавил Мансар в 1698 году. На момент смерти Филиппа в 1701 году замок Сен-Клу занимал около 4,9 км2 и оставался во владении Орлеанской династии до 1785 года, когда правнук Филиппа Луи Филипп Орлеанский продал его за шесть миллионов ливров Марии-Антуанетте, правнучке Филиппа.
Филипп был интересным собеседником, поддерживавшим постоянные светские разговоры при дворе своего брата. Он мог бы проявить себя и на политическом поприще, однако Людовик XIV ревновал брата как политика и не давал ему выдвигаться.

#### Поздние годы

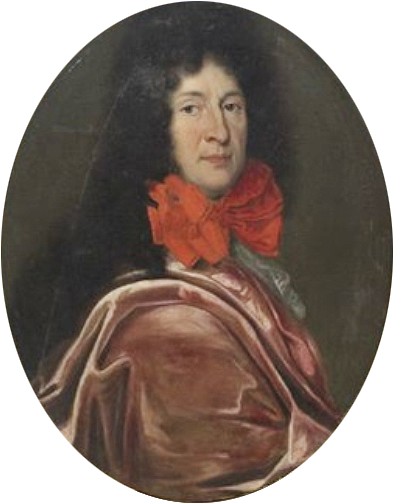
Поздний портрет, ок 1695 года по оригиналу Гиацинта Риго

После смерти кузины Анны де Монпансье (Grand Mademoiselle) в 1693 году Филипп получил в наследство герцогства Монпансье, Шательро, Сен-Фаржо и Бопре. Он также стал принцем Жуанвилем, графом Дурданом, Мортеном и Бар-сюр-Сен, а также виконтом Ож и Домфрон. В поздние годы находил радость в общении с детьми и внуками. Обе его дочери от первой жены Генриетты вышли замуж за влиятельных европейских правителей и в итоге стали королевами, а его сын, герцог Шартрский, сделал успешную военную карьеру, участвуя в битве при Стенкерке в 1692 году, а также в осаде Намюра, чем очень гордился его отец.
В 1696 году внучка Филиппа Мария-Аделаида прибыла ко французскому двору из Италии, чтобы выйти замуж за Людовика, герцога Бургундского, который был третьим в очереди на престол. Они поженились в 1697 году и стали родителями Людовика XV. В 1701 году герцога Шартрского не допустили на Войну за испанское наследство, что привело к разладу в отношениях с королём. Поводом к тому могло стать поведение герцога, который публично, на глазах своей жены (внебрачной дочери короля) появлялся со своей любовницей мадемуазель де Сери. 8 июня 1701 года Людовик XIV и Филипп встретились за ужином во дворце Марли. Король принялся высказывать свои возмущения в отношении племянника, Филипп парировал, припомнив измены короля своей жене, Марии Терезии, а также напомнил, что герцог Шартрский до сих пор не получил обещанных милостей за женитьбу на узаконенной дочери короля. Подача блюд положила конец спору, и братья сели обедать.
Вечером того же дня Филипп в гневе вернулся в Сен-Клу, чтобы поужинать с сыном, и при встрече с ним упал из-за инсульта. 9 июня 1701 года в полдень в возрасте шестидесяти лет Филипп скончался. Узнав о смерти своего единственного брата, Людовик XIV сказал: «Не могу поверить, что больше никогда не увижу своего брата». 14 июня сердце Филиппа привезли в монастырь Валь-де-Грас, а 21 июня его тело — в базилику Сен-Дени, где оно оставалось до Великой французской революции, когда базилика была осквернена, а все могилы уничтожены. В 1793 году архитектор Луи Франсуа Пети-Радель взял урну с сердцем и продал или обменял её у художников, которые искали вещество, получаемое в результате бальзамирования или дорогое и редкое «мумиё», которое, как считалось, придаёт картинам несравненный глянец, если добавить его в масло.

Овдовевшая Елизавета Шарлотта опасалась, что её заточат в монастырь, согласно брачному договору, но король позволил ей остаться при дворе. Она сожгла все письма любовников мужа за все годы, от которых её тошнило из-за ароматов парфюма. В своём письме принцессе Уэльской в 1716 году вдова писала:
«Я покорила месье за последние три года его жизни. Мы даже смеялись вместе над его слабостями… Он доверял мне и всегда был на моей стороне, но до этого я ужасно страдала. Я только начала радоваться жизни, когда Всевышний забрал у меня бедного месье.»
Людовик XIV заверил нового герцога Орлеанского, бывшего герцога Шартрского, что прошлое забыто, и отныне он должен смотреть на него как на отца. Двор скорбел. Согласно базе данных итинерариев французских королей, после смерти герцога Орлеанского 9 июня 1701 года Людовик XIV больше не появлялся в Сен-Клу.

## Личная жизнь и дети

Шевалье де Лоррен в образе Ганимеда на картине Бальдассаре Франческини. 1670-е гг. Музей изобразительных искусств Сан-Франциско

Маленького Филиппа мать называла «моей девчушкой» и одевала в наряды для девочек, отчего привычка наряжаться в женские платья сохранилась у принца на всю жизнь. Он посещал балы и вечеринки в женских платьях, например, в костюме пастушки и прославился своим распутством и расточительством. Один современник назвал принца «самой глупой женщиной из когда-либо живущих». Так как в своё время Гастон Орлеанский выступил на стороне фронды и сбежал с иностранной принцессой, отчего на долгие годы рассорился с венценосным братом, гомосексуальные наклонности Филиппа не осуждались, так как не могли представлять потенциальную угрозу власти Людовика. Согласно французскому историку Кристиану Бойеру (Christian Bouyer), именно младший племянник Мазарини, Филипп Манчини, «познакомил юного герцога Анжуйского с итальянским пороком». У Филиппа Орлеанского было несколько сменяющих друг друга фаворитов, включая маркиза Шатийона, графа де Гиша, маркиза де Беврона, маркиза де Маникампа, маркиза Д’Эффиа и шевалье де Лоррена — любимца на протяжении 30 лет. Последний, пользуясь своей красотой, до самой своей смерти манипулировал принцем, интриговал против его жён (дойдя до отравления первой, согласно Сен-Симону), получая различные блага, например, лучшие апартаменты во владениях месье, а также взятки от всевозможных сделок. Шевалье никогда не был женат и слыл «коварным, жестоким и лишённым угрызений совести» человеком.
"Этот жадный стервятник, этот кадет из французской ветви Лотарингского дома к концу 1650-х годов поймал месье на крючок, как кита, загарпуненного острогой. Юный принц любил его со страстью, которая беспокоила мадам Генриетту и придворного епископа Коснака, но королю было ясно, что шевалье благодаря привлекательному лицу и острому уму красивого добьётся своего.
В январе 1670 года жена Филиппа убедила короля заключить шевалье в тюрьму, сначала недалеко от Лиона, затем на средиземноморском острове-крепости Иф. В итоге, его изгнали в Рим. Однако к февралю протесты и мольбы герцога Орлеанского убедили короля вернуть шевалье в окружение брата.
При дворе также ходили слухи, что у Филиппа есть любовница, что он проявляет внимание к герцогине де Меркёр, племяннице Мазарини.

### Жёны

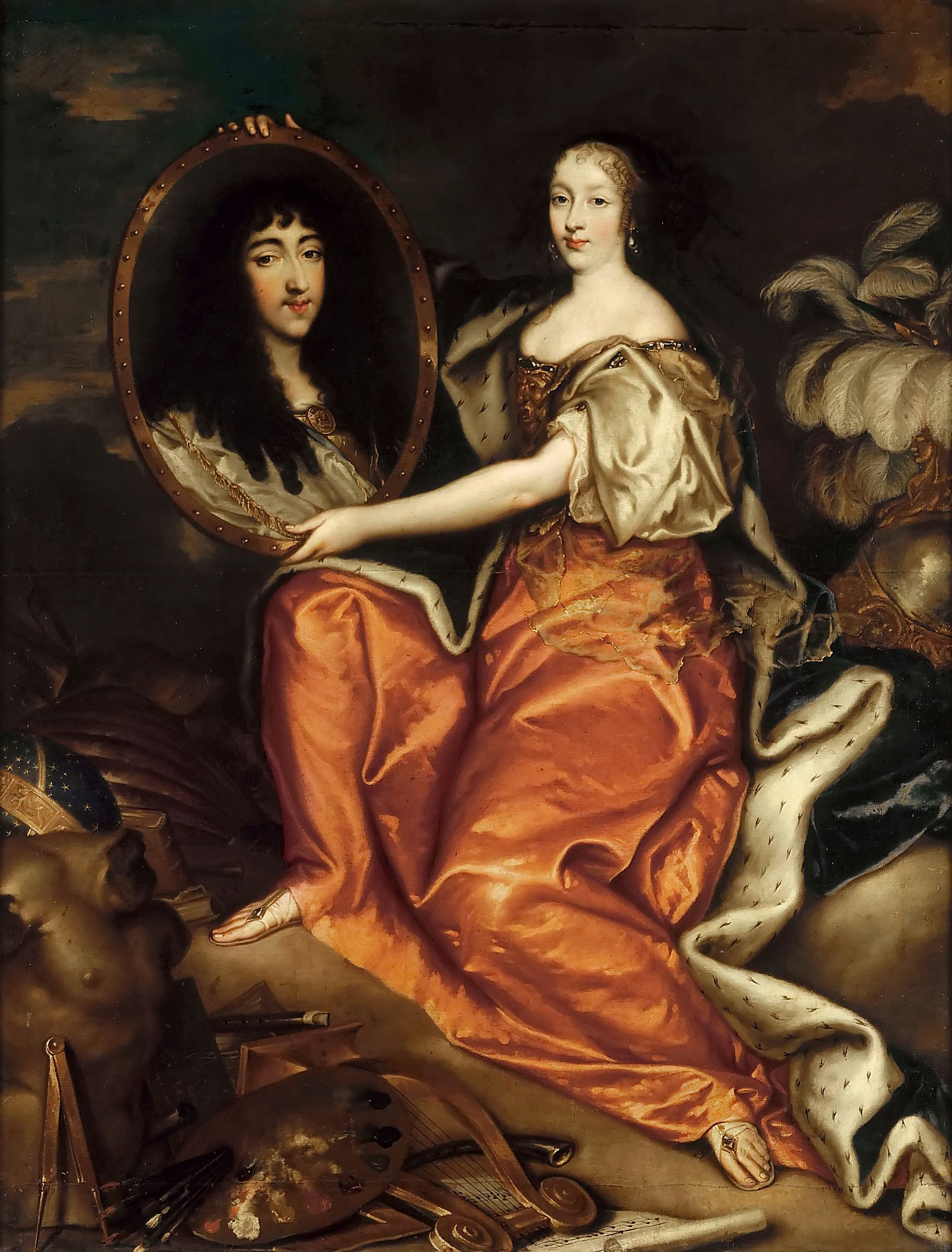
Генриетта в образе Минервы держит портрет месье, ок. 1665 год. Художник — Антуан Матьё

В силу своего высокого происхождения принц был обязан вступать в династические браки.
С 31 марта 1661 года женат на Генриетте Анне Стюарт (1644—1670), известной как Minette, дочери Карла I Стюарта и Генриетты Марии Французской. Их брак не был счастливым, в значительной степени из-за связи Филиппа с шевалье де Лорреном.
Генриетта в истории Франции отметилась участием в Дуврском договоре, военном договоре между Англией и Францией, подписанным в Дувре 1 июня 1670 года. Договор предполагал, что Франция поможет Англии в её стремлении вернуться в лоно римско-католической церкви, а Англия окажет поддержку Франции в войне против Голландской республики. Третья англо-голландская война стала прямым следствием этого договора. Филипп был недоволен дипломатической поездкой супруги в Дувр и причастности к ссылке Шевалье, но Генриетта, несмотря на напряжённые отношения с супругом, прибыла 24 июня в Сен-Клу, жалуясь на боли. 29 июня она упала в обморок на террасе. Её занесли в дом, осмотрели и предположили отравление. 30 июня 1670 года между двумя и тремя часами ночи Генриетта умерла в возрасте 26 лет. Вскрытие показало, что Генриетта скончалась от перитонита, вызванного прободной язвой. Ходили слухи, что её отравил муж, а Сен-Симон в своих мемуарах писал, что даже король сначала подозревал брата, но проведённое расследование указало на шевалье де Лоррена и маркиза Д’Эффиа как на истинных отравителей. После похорон принцессы король Людовик принялся подыскивать новую жену для брата, чтобы обеспечить Орлеанский дом мужским наследником.
В этом браке родились:
- Мария Луиза Орлеанская (1662—1689), жена Карла II, короля Испании;
- Филипп Шарль, герцог Валуа (1664—1666);
- мертворождённая дочь (1665);
- Анна Мария Орлеанская (1669—1728), первая жена (с 1684) герцога Виктора Амадея II Савойского.

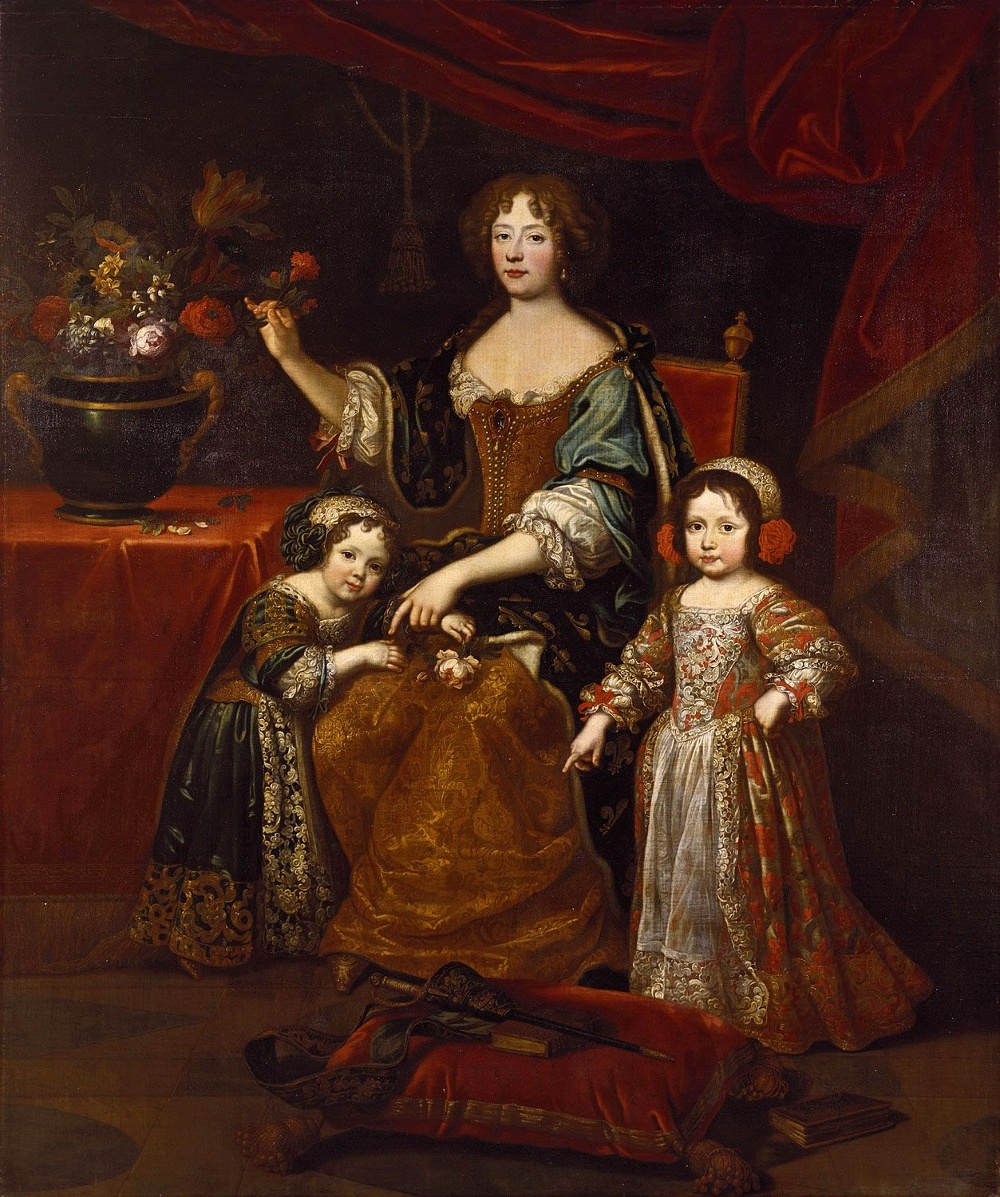
Елизавета-Шарлотта с детьми, ок. 1679 год. Пьер Миньяр

С 21 декабря 1671 года женат на Елизавете Шарлотте Пфальцской (1652—1722), известной как Лизелотта, дочери курфюрста Карла I Людвига Пфальцского и Шарлотты Гессен-Кассельской. Кандидатуру королю предложила Анна Мария Гонзага, доверенное лицо Филиппа и жена дяди невесты, Эдуарда Пфальцского. Невеста приходилась покойной Генриетте родственницей, так как отец последней, английский король Карл I, был братом Елизаветы Стюарт, бабушки Лизелотты по отцовской линии.
19-летняя невеста при первой встрече не показалась Филиппу привлекательной, отчего он сказал: «И как я смогу спать с ней?» Однако, как отмечала Мадам де Севинье, при дворе новая мадам была весьма популярна. Она прославилась своей бесцеремонностью, прямотой характера и отсутствием тщеславия. В своих письмах она признавалась, что охотно отказалась делить постель с Филиппом по его просьбе после рождения их детей и с какой неохотой стойко терпела его фаворитов в их доме. Супруги были счастливы в первые годы брака, когда Шевалье был в Италии, но он вернулся весной 1672 года.
Елизавета Шарлотта слыла прекрасной матерью, занималась воспитание детей мужа от первого брака и состояла с ними в переписке до конца своих дней.
В этом браке родились:
- Людовик Александр, герцог Валуа (1673—1676);
- Филипп (1674—1723), герцог Шартрский (до 1701 года, когда наследовал титул отца — Орлеанский), позже ставший регентом Франции при Людовике XV[9];
- Елизавета Шарлотта (1676—1744), жена Леопольда герцога Лотарингского; родившийся в этом браке Франц I основал династию Габсбург-Лотарингских.

## Образ в массовой культуре
В художественной литературе
- 1850 — в книге «Виконт де Бражелон, или Десять лет спустя» Александра Дюма фигурируют два брата Людовика XIV с именем Филипп — младший, реально существовавший, и близнец короля, узник в железной маске, подвергнутый заключению по политическим соображениям. Этот сюжет разрабатывается и в пьесе Дюма «Узник Бастилии» (1861).
- 1853 — Персонаж пьесы Александра Дюма «Молодость Людовика XIV».
- 1956 — Филипп фигурирует в известной серии авантюрно-приключенческих романов «Анжелика» Анн Голон.

В кино
- 1964 — В фильмах об Анжелике («Анжелика — маркиза ангелов», «Путь в Версаль») Филипп (Робер Порт) изображён злобным и неумным интриганом, вместе со своим фаворитом де Лореном (Роберт Хоффманн) преследующим героиню (Мишель Мерсье), распущенным гулякой, способным на убийство.
- 1993 — в фильме «Луи, король — дитя» (Франция), несмотря на детский возраст (ок. 10 лет), Филипп показан имеющим гомосексуальные наклонности. В одном из эпизодов он требует доставить женские платья, в которых привык ходить; в другом даёт пощёчину другому мальчику, поссорившись с ним, увидевший эту сцену король требует, чтобы брат занимался развратом в задних комнатах дворца. В фильме показан, как завидующий брату и имеющий с ним весьма непростые отношения, основанные на обоюдной ревности.
- 1996 — «Путь короля» (Франция) режиссёра Нины Компанеец; в роли Филиппа Фабьен Беар.
- 2000 — «Ватель» Роланда Жоффе. Принца Орлеанского играл Мюррей Лахлан Янг. В фильме показаны и гомосексуальные наклонности принца, и его талант полководца.
- 2003 — «Последний король»; в роли месье Сирилл Тувенин.
- 2007 — «Мольер»; в роли месье Николя Вод.
- 2015 — в сериале «Версаль» Филиппа, открытого гомосексуала и одарённого полководца, сыграл Александр Влахос.

В мюзикле
- 2005 — Филипп также является одним из героев французского мюзикла «Король-Солнце», где он также показан как весельчак, открытый гомосексуал и близкий друг своего брата, Людовика XIV. В мюзикле его сыграл Кристоф Маэ.